# Robbinston
Robbinston ist eine Town im Washington County des Bundesstaates Maine in den Vereinigten Staaten. Im Jahr 2020 lebten dort 539 Einwohner in 326 Haushalten (in den Vereinigten Staaten werden auch Ferienwohnungen als Haushalte gezählt) auf einer Fläche von 87,39 km².

## Geographie
Nach dem United States Census Bureau hat Robbinston eine Gesamtfläche von 87,39 km², von der 73,01 km² Land sind und 14,37 km² aus Gewässern bestehen.

### Geographische Lage
Robbinston liegt im Südosten des Washington Countys an der Passamaquoddy Bay des Atlantischen Ozeans. Im Norden grenzt der Howard Lake und im Süden der Boyden Lake an, zudem gibt es weitere kleinere Seen. Die Oberfläche ist eher eben, ohne größere Erhebungen.

### Nachbargemeinden
Alle Entfernungen sind als Luftlinien zwischen den offiziellen Koordinaten der Orte aus der Volkszählung 2010 angegeben.
- Norden: Calais, 11,5 km
- Osten: Charlotte County, New Brunswick, Kanada
- Süden: Perry, 9,9 km
- Südwesten: Pembroke, 16,6 km
- Westen: Charlotte, 11,4 km
- Nordwesten: Baring, 12,3 km

### Stadtgliederung
In Robbinston gibt es mehrere Siedlungsgebiete: Brewer's, Robbinston, Robbinston Ridge und South Robbinston.

### Klima
Die mittlere Durchschnittstemperatur in Robbinston liegt zwischen −6,7 °C (20 °F) im Januar und 18,3 °C (65 °F) im Juli. Damit ist der Ort gegenüber dem langjährigen Mittel der USA um etwa 9 Grad kühler. Die Schneefälle zwischen Oktober und Mai liegen mit bis zu zweieinhalb Metern mehr als doppelt so hoch wie die mittlere Schneehöhe in den USA; die tägliche Sonnenscheindauer liegt am unteren Rand des Wertespektrums der USA.

## Geschichte
Das Gebiet wurde als Township No. 4 Putnam Survey (T4 PS) vermessen. Robbinston wurde am 18. Februar 1811 als eigenständige Town organisiert.
Der Grant für Robbinston wurde durch Massachusetts am 21. Oktober 1786 an Edward H. und Nathaniel J. Robbins vergeben. Nach Robbins wurde die spätere Town Robbinston genannt. Als der Grant vergeben wurde, siedelten bereits zwei Familien auf dem Gebiet. Die Eigentümer des Grants begannen Land zu roden und errichteten ein Lagerhaus sowie weitere Gebäude. Bereits im Jahr 1796 wurde ein Postamt eingerichtet. Im Jahr 1810 beantragten die Bewohner die Organisation des Gebietes als Town und am 18. Februar 1811 wurde dies durchgeführt.

### Einwohnerentwicklung
| Volkszählungsergebnisse – Town of Robbinston, Maine | Volkszählungsergebnisse – Town of Robbinston, Maine | Volkszählungsergebnisse – Town of Robbinston, Maine | Volkszählungsergebnisse – Town of Robbinston, Maine | Volkszählungsergebnisse – Town of Robbinston, Maine | Volkszählungsergebnisse – Town of Robbinston, Maine | Volkszählungsergebnisse – Town of Robbinston, Maine | Volkszählungsergebnisse – Town of Robbinston, Maine | Volkszählungsergebnisse – Town of Robbinston, Maine | Volkszählungsergebnisse – Town of Robbinston, Maine | Volkszählungsergebnisse – Town of Robbinston, Maine |
| Jahr                                                | 1800                                                | 1810                                                | 1820                                                | 1830                                                | 1840                                                | 1850                                                | 1860                                                | 1870                                                | 1880                                                | 1890                                                |
| --------------------------------------------------- | --------------------------------------------------- | --------------------------------------------------- | --------------------------------------------------- | --------------------------------------------------- | --------------------------------------------------- | --------------------------------------------------- | --------------------------------------------------- | --------------------------------------------------- | --------------------------------------------------- | --------------------------------------------------- |
| Einwohner                                           |                                                     |                                                     | 424                                                 | 616                                                 | 822                                                 | 1028                                                | 1113                                                | 926                                                 | 910                                                 | 787                                                 |
| Jahr                                                | 1900                                                | 1910                                                | 1920                                                | 1930                                                | 1940                                                | 1950                                                | 1960                                                | 1970                                                | 1980                                                | 1990                                                |
| Einwohner                                           | 844                                                 | 691                                                 | 747                                                 | 583                                                 | 637                                                 | 554                                                 | 476                                                 | 396                                                 | 492                                                 | 495                                                 |
| Jahr                                                | 2000                                                | 2010                                                | 2020                                                | 2030                                                | 2040                                                | 2050                                                | 2060                                                | 2070                                                | 2080                                                | 2090                                                |
| Einwohner                                           | 525                                                 | 574                                                 | 539                                                 |                                                     |                                                     |                                                     |                                                     |                                                     |                                                     |                                                     |

## Kultur und Sehenswürdigkeiten

### Bauwerke
In Robbinston wurden mehrere Bauwerke unter Denkmalschutz gestellt und ins National Register of Historic Places aufgenommen.
- Henrietta Brewer House, 1983 unter der Register-Nr. 83003688.[9]
- John N.M. Brewer House, 1983 unter der Register-Nr. 83003690.[10]
- Grace Episcopal Church, 2001 unter der Register-Nr. 01000816.[11]
- The Mansion House, 1973 unter der Register-Nr. 73000154.[12]
- Sewall Memorial Congregational Church, 2012 unter der Register-Nr. 12001070.[13]

## Wirtschaft und Infrastruktur

### Verkehr
Der U.S. Highway 1 verläuft in nordsüdlicher Richtung durch die Town.

### Öffentliche Einrichtungen
Es gibt keine medizinischen Einrichtungen in Robbinston. Die nächstgelegenen befinden sich in Calais und Eastport.
Robbinston besitzt keine eigene Bücherei. Die nächstgelegene ist die Calais Free Library in Calais.

### Bildung
Für die Bildung in Robbinston ist das Robbinston School Department zuständig. Robbinston besitzt keine eigene Schule. Die Robbinston Grade School wurde 2016 geschlossen.